# 豐中站
豐中站（日语：／ Toyonaka eki */?）位於日本大阪府豐中市本町一丁目，為阪急電鐵寶塚本線的鐵路車站。車站編號為HK-46。

## 歷史
- 1913年（大正2年）9月29日 - 作為箕面有馬電氣軌道（現在的阪急電鐵）的車站開業[2]。
- 1986年（昭和61年）12月1日 - 修正時刻表，升格為急行列車停靠站。（平日通勤時間一部分列車不停靠）
- 1997年（平成9年）
  - 11月8日 - 曽根站-本站往寶塚站方向的線路開始高架化工程。
  - 1月16日 - 修正時刻表，全部的急行列車都停靠本站。
- 2000年（平成12年）11月29日 - 高架化工程結束[3]。
- 2013年（平成25年）12月21日 - 導入車站編號。
- 2015年（平成27年）3月21日 - 修正時刻表，廢除通勤急行、通勤準急列車。本站成為通勤特急的停靠站。

## 車站構造
島式月台1面2線的高架車站。
驗票口及大廳位於2樓，月台位於3樓，驗票口有2個，分別為北驗票口及南驗票口。

### 月台配置

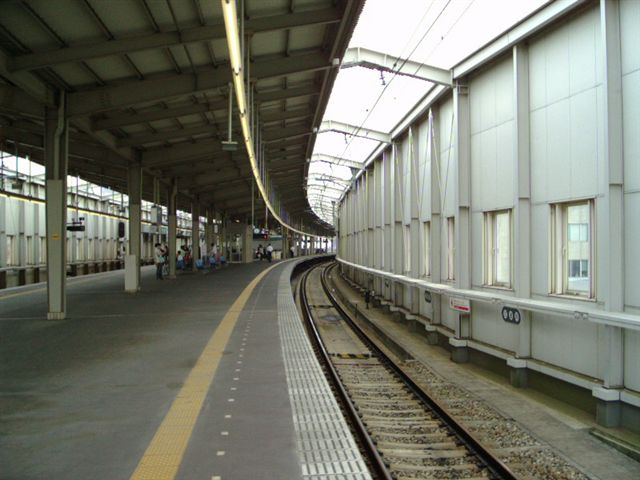
車站月台

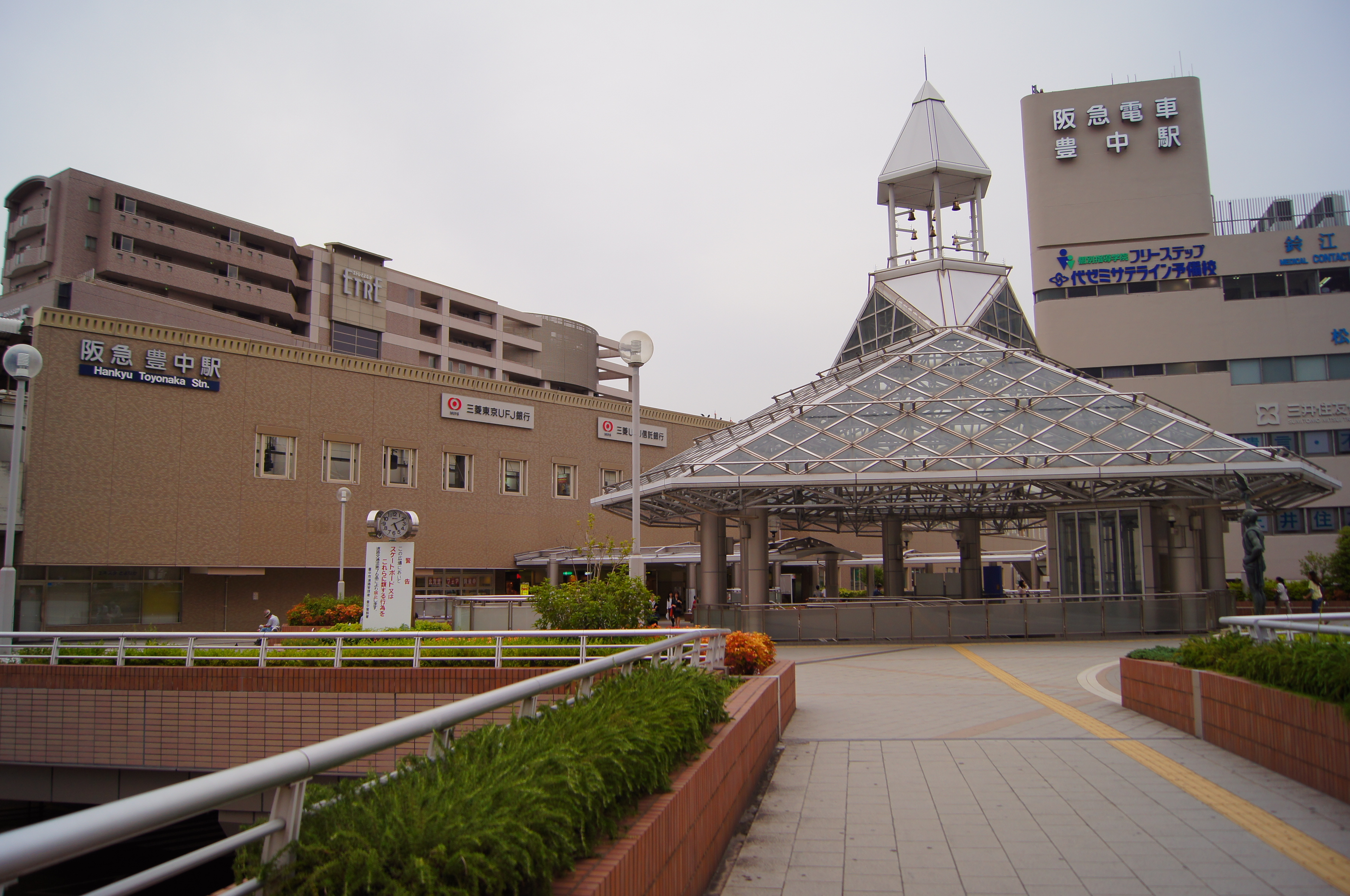
站前廣場

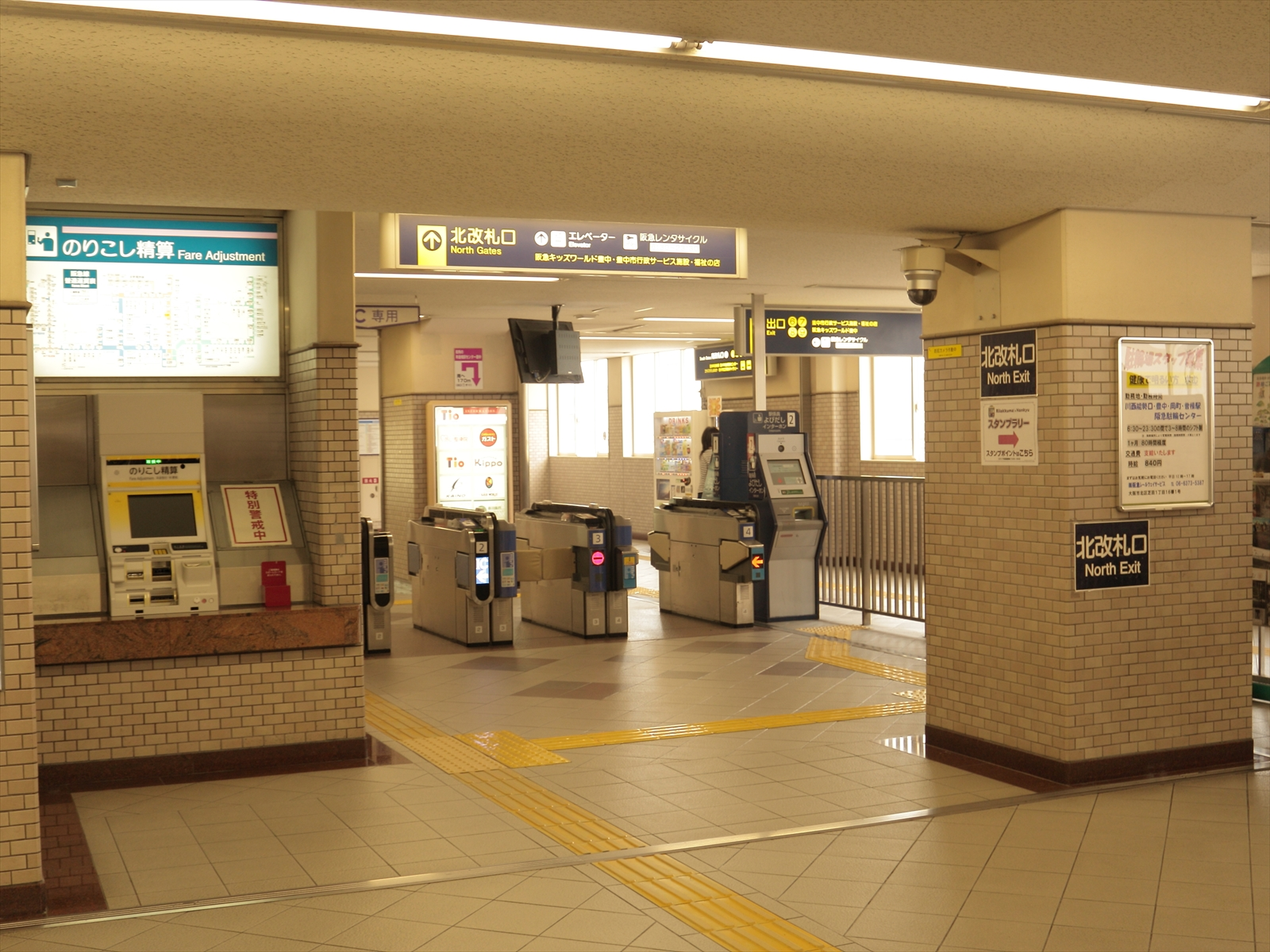
北驗票口

| 月台 | 路線     | 方向 | 目的地                                |
| ---- | -------- | ---- | ------------------------------------- |
| 1    | 寶塚本線 | 下行 | 往 寶塚、川西能勢口、石橋阪大前・箕面 |
| 2    | 寶塚本線 | 上行 | 大阪梅田・神戶・京都・北千里          |

## 使用狀況
2021年（令和3年）全年平均1日的上下車人次為36,843人。阪急電鐵的車站中排名第11位，寶塚線的車站中次於梅田站、十三站為第3位。
近年1日的利用狀況統計如下表。
| 年度 年次          | 特定日     | 特定日   | 平日1日平均（2015年次之前） | 平日1日平均（2015年次之前） | 全年平均（2016年次之後） | 全年平均（2016年次之後） | 出典          |
| 年度 年次          | 上下車人次 | 上車人次 | 上下車人次                  | 上車人次                    | 上下車人次               | 上車人次                 | 出典          |
| ------------------ | ---------- | -------- | --------------------------- | --------------------------- | ------------------------ | ------------------------ | ------------- |
| 1995年（平成07年） | 54,905     | 27,723   | 非 公 表                    | 非 公 表                    | 非 公 表                 | 非 公 表                 | [ 4 ]         |
| 1996年（平成08年） | 57,877     | 28,696   | 非 公 表                    | 非 公 表                    | 非 公 表                 | 非 公 表                 | [ 5 ]         |
| 1997年（平成09年） | 56,665     | 28,162   | 非 公 表                    | 非 公 表                    | 非 公 表                 | 非 公 表                 | [ 6 ]         |
| 1998年（平成10年） | 53,751     | 26,711   | 非 公 表                    | 非 公 表                    | 非 公 表                 | 非 公 表                 | [ 7 ]         |
| 1999年（平成11年） | -          | -        | 非 公 表                    | 非 公 表                    | 非 公 表                 | 非 公 表                 |               |
| 2000年（平成12年） | 55,667     | 27,849   | 非 公 表                    | 非 公 表                    | 非 公 表                 | 非 公 表                 | [ 8 ]         |
| 2001年（平成13年） | 54,693     | 27,674   | 非 公 表                    | 非 公 表                    | 非 公 表                 | 非 公 表                 | [ 9 ]         |
| 2002年（平成14年） | 55,302     | 27,480   | 非 公 表                    | 非 公 表                    | 非 公 表                 | 非 公 表                 | [ 10 ]        |
| 2003年（平成15年） | 53,118     | 26,372   | 非 公 表                    | 非 公 表                    | 非 公 表                 | 非 公 表                 | [ 11 ]        |
| 2004年（平成16年） | 54,246     | 27,073   | 非 公 表                    | 非 公 表                    | 非 公 表                 | 非 公 表                 | [ 12 ]        |
| 2005年（平成17年） | 53,069     | 26,513   | 非 公 表                    | 非 公 表                    | 非 公 表                 | 非 公 表                 | [ 13 ]        |
| 2006年（平成18年） | 52,603     | 26,325   | 53,475                      | 26,813                      | -                        | -                        | [ 14 ] [ 15 ] |
| 2007年（平成19年） | 52,189     | 26,041   | 52,942                      | 26,536                      | -                        | -                        | [ 16 ] [ 15 ] |
| 2008年（平成20年） | 52,515     | 26,214   | 52,953                      | 26,531                      | -                        | -                        | [ 17 ] [ 15 ] |
| 2009年（平成21年） | 51,604     | 25,660   | 51,652                      | 25,845                      | -                        | -                        | [ 18 ] [ 15 ] |
| 2010年（平成22年） | 51,487     | 25,650   | 51,894                      | 25,945                      | -                        | -                        | [ 19 ] [ 15 ] |
| 2011年（平成23年） | 52,271     | 26,053   | 51,938                      | 25,956                      | -                        | -                        | [ 20 ] [ 21 ] |
| 2012年（平成24年） | 51,392     | 25,573   | 51,847                      | 25,895                      | -                        | -                        | [ 22 ] [ 23 ] |
| 2013年（平成25年） | 51,366     | 25,555   | 52,224                      | 26,082                      | -                        | -                        | [ 24 ] [ 25 ] |
| 2014年（平成26年） | 52,140     | 25,987   | 52,636                      | 26,276                      | -                        | -                        | [ 26 ] [ 27 ] |
| 2015年（平成27年） | 54,027     | 26,736   | 53,350                      | 26,606                      | -                        | -                        | [ 28 ] [ 29 ] |
| 2016年（平成28年） | 53,784     | 26,746   | -                           | -                           | 47,662                   | 23,755                   | [ 30 ]        |
| 2017年（平成29年） |            |          | -                           | -                           | 47,953                   | －                       |               |
| 2018年（平成30年） | 52,817     | 26,234   |                             |                             | 47,500                   | 23,656                   |               |
| 2019年（令和元年） | 53,254     | 26,413   |                             |                             | 47,483                   | 23,606                   |               |
| 2020年（令和2年）  | 46,470     | 23,043   |                             |                             | 36,191                   | 17,966                   |               |
| 2021年（令和3年）  |            |          |                             |                             | 36,843                   |                          |               |

## 車站周邊
- 豐中市立大池小學校
- 豐中稻荷神社
- 稻荷山公園
- 豐中市消防局・北消防署
- 豐中郵局
  - 郵貯銀行豐中店
- 豐中本町郵局
- 豐中立花郵局
- 日本年金機構豐中年金事務所
- 三井住友銀行豐中分行
- 三井住友信託銀行豐中分行
- 里索那銀行豐中分行
- 三菱UFJ銀行豐中分行・豐中站前分行・豐中庄內分行
- 關西未來銀行豐中站前分行
- 池田泉州銀行豐中分行
- 京都銀行豐中分行
- ETRE豐中
- Daiei豐中站前店
- 銀座商店街
- 豐中一番街商店街

### 公車路線
站前設有公車站「豐中」，可搭乘阪急巴士。
| 月台 | 系統       | 目的地                         | 主要行經地                                           | 備註                           | 營運公司 |
| ---- | ---------- | ------------------------------ | ---------------------------------------------------- | ------------------------------ | -------- |
| 1    | 豐中市內線 | 豐中市內線                     | 豐中市內線                                           | 豐中市內線                     | 阪急巴士 |
| 1    | 40         | 千里中央                       | 柴原口・櫻井谷・永樂莊四丁目・北綠丘團地             |                                | 阪急巴士 |
| 1    | 40         | 北綠丘團地                     | 柴原口・櫻井谷・永樂莊四丁目                         |                                | 阪急巴士 |
| 1    | 46         | 千里中央                       | 柴原口・櫻井谷・永樂莊四丁目                         | 只有平日運行                   | 阪急巴士 |
| 1    | 48         | 北綠丘團地                     | 柴原口・柴原站・中央環狀柴原口・西綠丘               | 只有平日運行                   | 阪急巴士 |
| 1    | 阪北線     |                                |                                                      |                                | 阪急巴士 |
| 1    | 50         | 箕面                           | 柴原阪大前站（市立豐中醫院前）                       | 平日只有一班                   | 阪急巴士 |
| 1    | 50         | 柴原阪大前站（市立豐中醫院前） |                                                      |                                | 阪急巴士 |
| 2    | 豐中市內線 | 豐中市內線                     | 豐中市內線                                           | 豐中市內線                     | 阪急巴士 |
| 2    | 49         | 千里中央                       | 豐中高校前・上野小學校前・上野坂一丁目               |                                | 阪急巴士 |
| 2    | 45         | 千里中央                       | 豐中高校前・上野小學校前・東豐中團地前               |                                | 阪急巴士 |
| 2    | 47         | 千里中央                       | 豐中高校前・上野西三丁目・西綠丘                     |                                | 阪急巴士 |
| 3    | 豐中市內線 | 豐中市內線                     | 豐中市內線                                           | 豐中市內線                     | 阪急巴士 |
| 3    | 30         | 桃山台站前・津雲台七丁目       | 豐中高校前・上野小學校前・東豐中團地前               |                                | 阪急巴士 |
| 3    | 35         | 桃山台站前                     | 豐中高校前・上野西三丁目・東豐中團地前               |                                | 阪急巴士 |
| 4    | 豐中市內線 | 豐中市內線                     | 豐中市內線                                           | 豐中市內線                     | 阪急巴士 |
| 4    | 20         | 桃山台站前・津雲台七丁目       | 豐中市役所北・旭之丘                                 |                                | 阪急巴士 |
| 4    | 25         | 桃山台站前                     | 阪急岡町・阪急曾根・旭之丘                           |                                | 阪急巴士 |
| 4    | 25         | 旭之丘團地前                   | 阪急岡町・阪急曾根・旭之丘                           |                                | 阪急巴士 |
| 4    | 28         | 桃山台站前                     | 豐中市役所北                                         | 只有平日運行                   | 阪急巴士 |
| 4    | 38         | 桃山台站前                     | 阪急岡町・阪急曽根・熊野町西・東豐中團地前           |                                | 阪急巴士 |
| 5    | 阪北線     | 阪北線                         | 阪北線                                               | 阪北線                         | 阪急巴士 |
| 5    | 50         | 新大阪                         | 日出町・新高一丁目                                   |                                | 阪急巴士 |
| 5    | 岡町線     |                                |                                                      |                                | 阪急巴士 |
| 5    | 81         | AEON MALL伊丹（JR伊丹東口）    | 走井・神津                                           |                                | 阪急巴士 |
| 5    | 82         | 阪急伊丹・伊丹營業所前         | 走井・神津・AEON MALL伊丹                            | 平日時也有只到伊丹營業所前的班次 | 阪急巴士 |
| 7    | 豐中西宮線 | 豐中西宮線                     | 豐中西宮線                                           | 豐中西宮線                     | 阪急巴士 |
| 7    | 97         | 西宮北口                       | 螢池・下河原・伊丹市役所前・昆陽之里・西宮中央醫院前 | 只有平日早上7:00發車           | 阪急巴士 |

## 相鄰車站
阪急電鐵
 宝塚本線
■特急「日生特快」
通過
■通勤特急（只有往大阪梅田方向）
十三（HK-03） ← 豐中（HK-46） ← 石橋阪大前（HK-48）
■急行
十三（HK-03）－豐中（HK-46）－螢池（HK-47）
■準急（只有往大阪梅田方向）、■普通
岡町（HK-45）－豐中（HK-46）－螢池（HK-47）

## 外部連結
- 豐中 - 阪急電鐵